# Plechanow-Preis
Der Plechanow-Preis (russisch Премия имени Г. В. Плеханова; „G.-W.-Plechanow-Preis“) ist ein sowjetischer und russischer Wissenschaftspreis, der alle drei Jahre für herausragende Leistungen in der Philosophie verliehen wird. Er wurde 1969 eingeführt und von der Akademie der Wissenschaften der UdSSR verliehen. Seit 1994 wird der Preis von der Russischen Akademie der Wissenschaften verliehen. Der Preis wurde zu Ehren des marxistischen Theoretikers Georgi Walentinowitsch Plechanow (1856–1918) benannt.

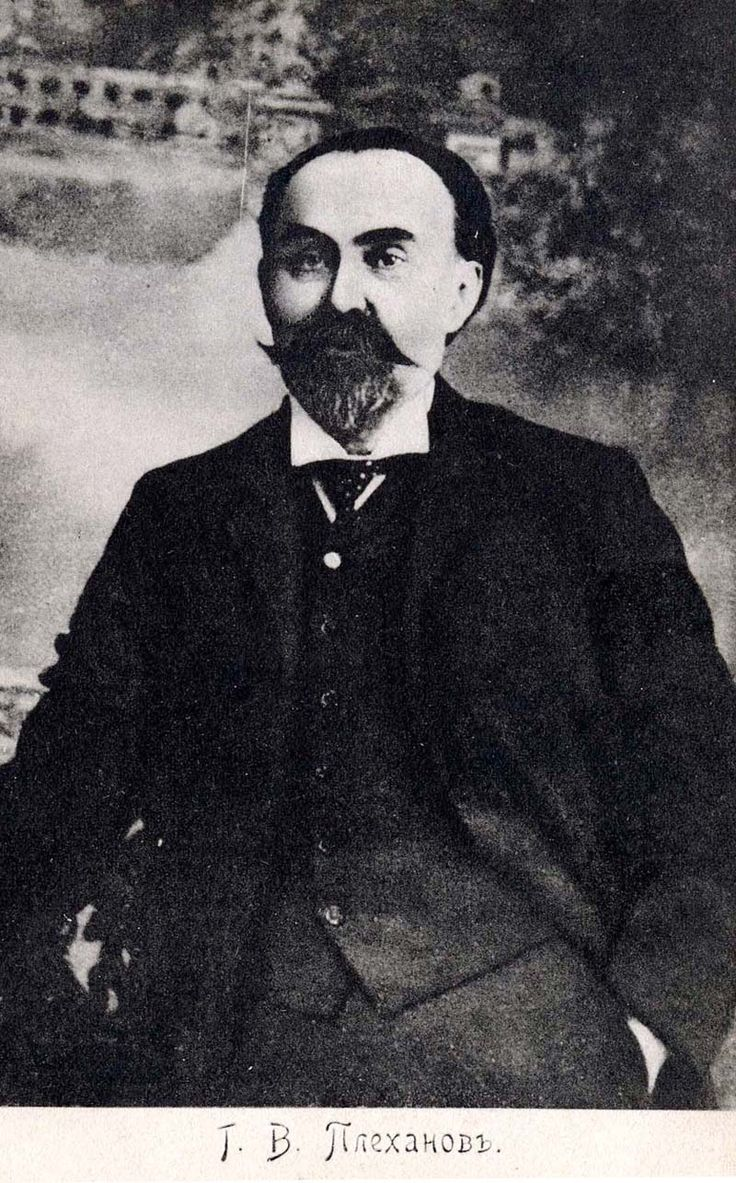
G. W. Plechanow

1971 erhielt als erster Preisträger Michail Trifonowitsch Jowtschuk (1908–1990) den Preis für seine Werke G. W. Plechanow und seine Arbeiten zur Geschichte der Philosophie (Г. В. Плеханов и его труды по истории философии), Ausgabe 1960 und Leninismus, philosophische Traditionen und Moderne (Ленинизм, философские традиции и современность), Ausgabe 1970.
Zuletzt (2021) wurde Wladislaw Alexandrowitsch Lektorski damit ausgezeichnet.